# Marília Mendonça
Marília Mendonça (portuguès: Marília Dias Mendonça)  (Cristianópolis, 22 de juliol de 1995 - Piedade de Caratinga, 5 de novembre de 2021) va ser una cantant, compositora i instrumentista brasilera, un dels noms de major repercussió i influència en la música nacional en l'estil sertanejo des de 2016.
El 2015 va llançar el seu EP d'estrena homònim. Va guanyar rellevància després de llançar el seu primer DVD, també homònim, el 2016, on s'incloïa la cançó Infiel. L'àlbum va reportar-li un certificat de triple platí per més de 240 mil còpies venudes. El seu segon àlbum, Realidade, va ser llançat el 2017 i va rebre una nominació al premi Grammy Llatí en la categoria Millor Àlbum de Música Sertaneja. El 2019, va llançar Todos os cantos, amb actuacions en directe en totes les capitals del país. L'àlbum va rebre una certificació de triple platí i va donar a la intèrpret el seu primer Grammy Llatí, també en la categoria de Millor Àlbum de Música Sertaneja.

## Carrera musical

### Inicis
Nascuda a Cristianópolis, estat de Goiás, i criada a la capital, Goiânia, va tenir el seu primer contacte amb la música a través de l'església i va començar a compondre quan tenia 12 anys d'edat, passant a escriure músiques per a diversos cantants, com les cançons Minha herança (João Neto & Frederico), Muito gelo, pouco whisky (Wesley Safadão), Até você voltar, cuida bem dela, Flor e o beija-flor (Henrique & Juliano), Ser humano ou um anjo (Matheus & Kauan), Calma (Jorge & Mateus) o É com ela que eu estou (Cristiano Araújo).

### Carrera discogràfica
El juny de 2015, va ser llançada la cançó Impasse, el primer single de la cantant, que va comptar amb la participació del duo Henrique & Juliano. El març de 2016, va llançar el seu primer àlbum, titulat Marília Mendonça: Ao vivo que va tenir de singles les músiques Sentimento louco i Infiel. Infiel va ser la segona cançó més reproduïda en les ràdios del Brasil aquell any, fent que la Mendonça guanyés reconeixement nacional. L'octubre va ser llançat un EP acústic en directe, titulat Agora é que são elas, amb èxits anteriors i amb el single Eu sei de cor.
El gener de 2017 va llançar un altre EP homònim amb quatre temes inèdits. El març va ser llançat seu segon àlbum, batejat Realidade, amb els senzills Amante não tem lar e De quem é a culpa. El novembre, va llançar el senzill Trasplante, en col·laboració amb el duo Bruno & Marrone. El juliol, Mendonça va conquerir la 1ª posició en el rànquing d'artistes brasilers més escoltats a YouTube, quedant en 13è lloc en el rànquing mundial.
El 2019 va editar-se el tercer DVD de la cantant, titulat Todos os cantos, que va ser dividit en tres volums, llançats en febrer, maig i agost d'aquell any. Aquell mes de març va ser divulgat pel servei d'streaming Spotify, que la cantant ocupava el primer lloc entre les dones més escoltades en aquesta plataforma al Brasil.
A més de la seva carrera en solitari, la cantant va treure al mercat tres àlbums en col·laboració amb la dupla sertaneja Maiara & Maraisa. El projecte, anomenat Agora é que são elas, va editar dos àlbums el 2016 i 2018. L'any 2020, durant l'època de confinament per la pandèmia de COVID-19, les bessones i Marília es van reunir per emetre un concert en directe per YouTube i que va acabar derivant en un nou CD, sota el títol Patroas.
La cantant va estar força activa en les seves xarxes socials durant la pandèmia. Va estrenar diverses cançons en solitari, que després van veure la llum en un EP, llançat el juliol de 2021 sota el nom de Nosso amor envelheceu. Durant el confinament, també va interpretar en xarxes socials diverses versions d'altres autors brasilers. El maig de 2023, van ser recollides en un àlbum pòstum, Decretos Reais, que havia sigut promocionat els mesos anteriors amb tres EP.

### Característiques artístiques

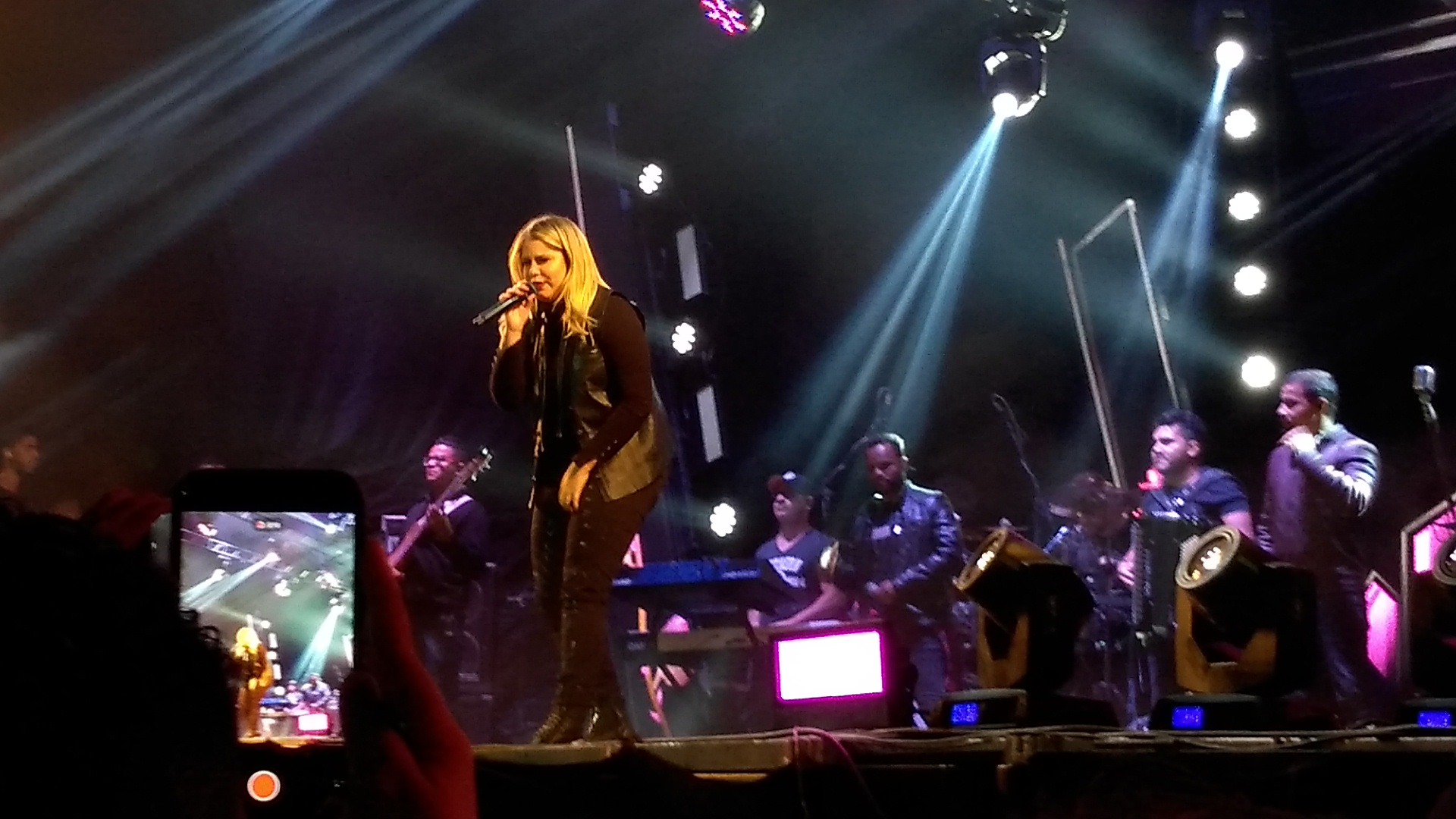
Marília Mendonça el 2018

Mendonça va ser un punt d'inflexió dintre del gènere sertanejo. Aquest havia sigut un estil dominat en la pràctica totalitat per artistes masculins. Ja des dels vuitanta, amb el sertanejo romàntic i, sobretot, a partir dels anys dos mil, amb el sertanejo universitari, les lletres tractaven sobre relacions, amors i desamors sempre des d'un prisma masculí i, sovint, masclista. Amb la irrupció de Marília Mendonça i la fornada de compositores que arribaren després, es posa el focus en la part femenina d'aquestes relacions (sofriment per infidelitats, por al compromís, etc.), sent un reflex de l'empoderament femení també en aquest àmbit. Des de llavors, aquesta nova corrent rep el nom de Feminejo.
Per les seves cançons sobre infidelitats i desamors, va rebre el sobrenom de Rainha da sofrência ('reina del patiment').

## Vida personal
El març de 2015, Mendonça va començar a sortir amb l'empresari Yugnir Ângelo, inclús van anunciar el seu compromís el desembre de 2016, però la relació va finalitzar l'agost de 2017. El maig de 2019, la intèrpret va confirmar la seva relació amb el músic Murillo Huff. Un mes després, va sorprendre anunciant que estava embarassada. El 16 de desembre de 2019 nasqué el seu fill Léo en Goiânia. Vuit mesos després, la parella va comunicar el fi de la relació.

### Accident aeri

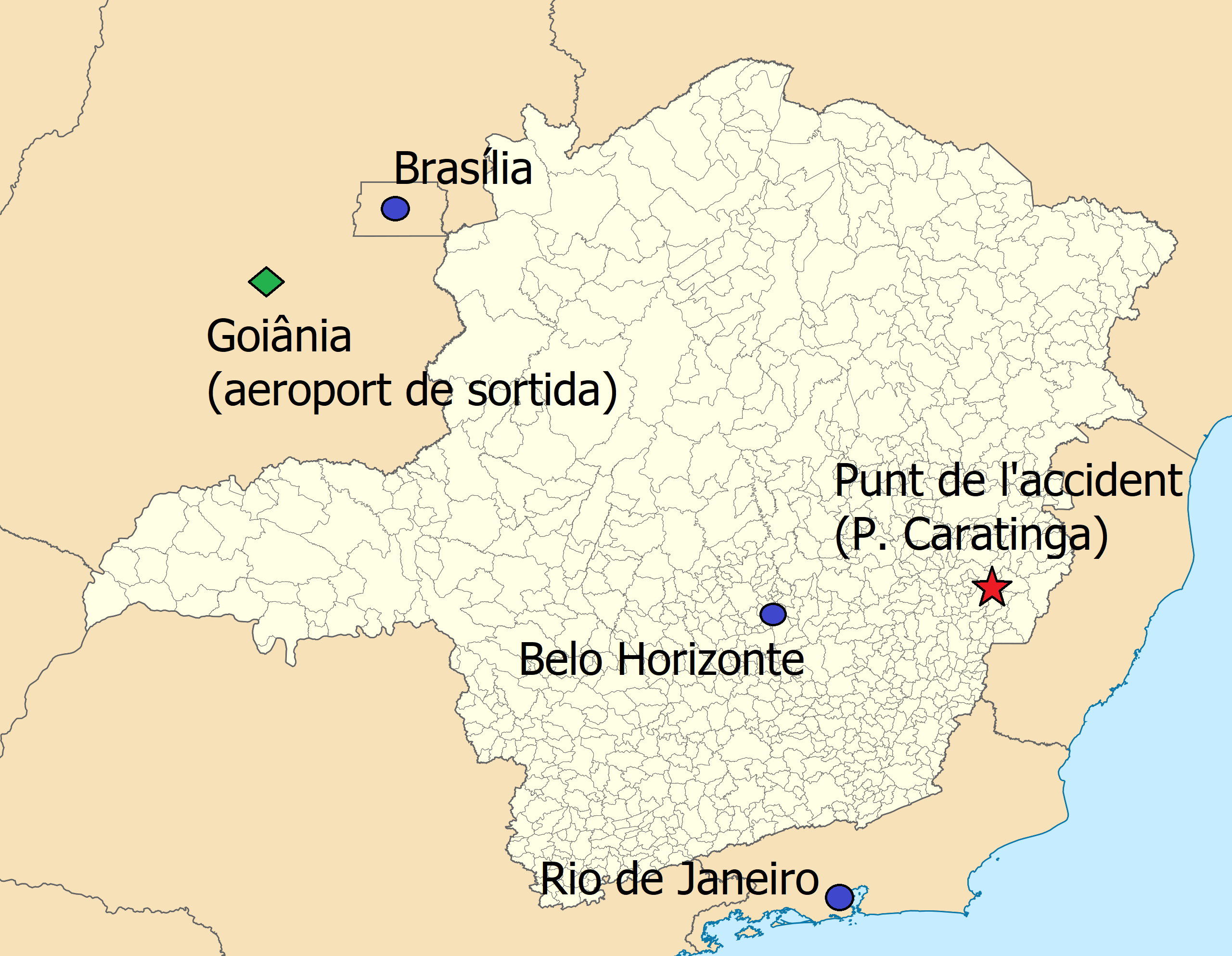
Recorregut de l'avió, entre Goiânia i Caratinga

El dia 5 de novembre de 2021, la solista va embarcar a Goiânia en un taxi aeri, acompanyada pel seu oncle i assessor Abicieli Silveira Dias Filho i pel seu productor Henrique Ribeiro. Es dirigien a Caratinga, est de Minas Gerais, on Mendonça havia de fer un concert. L'avioneta que els transportava va topar amb un cable d'alta tensió durant la maniobra d'aproximació a l'aeroport de Caratinga, i es va estavellar en el municipi veï de Piedade de Caratinga. L'aeronau era un Beech Aircraft bimotor turbohèlice, fabricat el 1984 que, segons l'Agència Nacional d'Aviació Civil, estava en regla. Al voltant de les 17:30, es va confirmar la mort dels tres passatgers, a més del pilot Geraldo Martins de Medeiros Júnior i el copilot Tarciso Pessoa Viana.
El vetlatori va tenir lloc el dia 6 a Goiânia, al palau d'esports Goiânia Arena. Desenes de milers de fans de la cantant hi van acudir. El taüt va ser després transportat en un camió de bombers, fins al cementiri Parque Memorial, on l'artista va ser sepultada.

## Homenatges
Diversos municipis brasilers han batejat carrers amb el nom de la cantant, com és el cas de Maceió (capital d'Alagoas). Goiânia va batejar amb el nom de Marília Mendonça un Centre Cultural. El Congrés Nacional del Brasil va iniciar l'any 2022 els tràmits d'una nova llei per regular la senyalització de torres i cables d'alta tensió properes a aeròdroms, que en cas d'aprovar-se durà el nom de l'artista sertaneja.

## Discografia
| Àlbums en solitari - Marília Mendonça: Ao vivo (2016) - Realidade (2017) - Todos os cantos (2019) - Nosso amor envelheceu (EP, 2021) | Àlbums compartits amb Maiara & Maraisa - Agora é que são elas (2016) - Agora é que são elas 2 (2018) - Patroas (2020) - Festa das Patroas (2021) | Pòstums - Decretos Reais (2023) |